# 大入駅
大入駅（だいにゅうえき）は、福岡県糸島市二丈福井にある、九州旅客鉄道（JR九州）筑肥線の駅である。駅番号はJK13。

## 歴史
- 1925年（大正14年）4月15日：北九州鉄道の駅として開設[2]。
- 1937年（昭和12年）10月1日：国有化[2]。鉄道省筑肥線の駅となる。
- 1972年（昭和47年）6月1日：荷物扱い廃止[4]。無人駅化[3]。
- 1987年（昭和62年）4月1日：国鉄分割民営化に伴い、九州旅客鉄道（JR九州）に移管[2]。
- 1994年（平成6年）3月8日：交換設備設置、使用開始[5]。
- 2010年（平成22年）3月13日：ICカード「SUGOCA」の利用を開始[6]。

## 駅構造
相対式ホーム2面2線を有する地上駅。国道202号が並行しているが国道からは直接駅に出入りすることは出来ず、線路を跨いだ南側の細い道からのみ出入り可能。山側1番線には直接スロープ形式で、国道側2番線へは別の出入口から跨線橋を渡ってホームに入る。
2番線は列車交換時のみ使用され、交換が無い場合、基本的に上下列車共1番線を使用する。
無人駅である。自動券売機が設置されている。

### のりば
| のりば | 路線   | 方向 | 行先                           | 備考             |
| ------ | ------ | ---- | ------------------------------ | ---------------- |
| 1      | 筑肥線 | 下り | 唐津・西唐津方面               |                  |
| 1      | 筑肥線 | 上り | 筑前前原・天神・博多・空港方面 | 通常はこのホーム |
| 2      | 筑肥線 | 上り | 筑前前原・天神・博多・空港方面 | 行違い時のみ     |

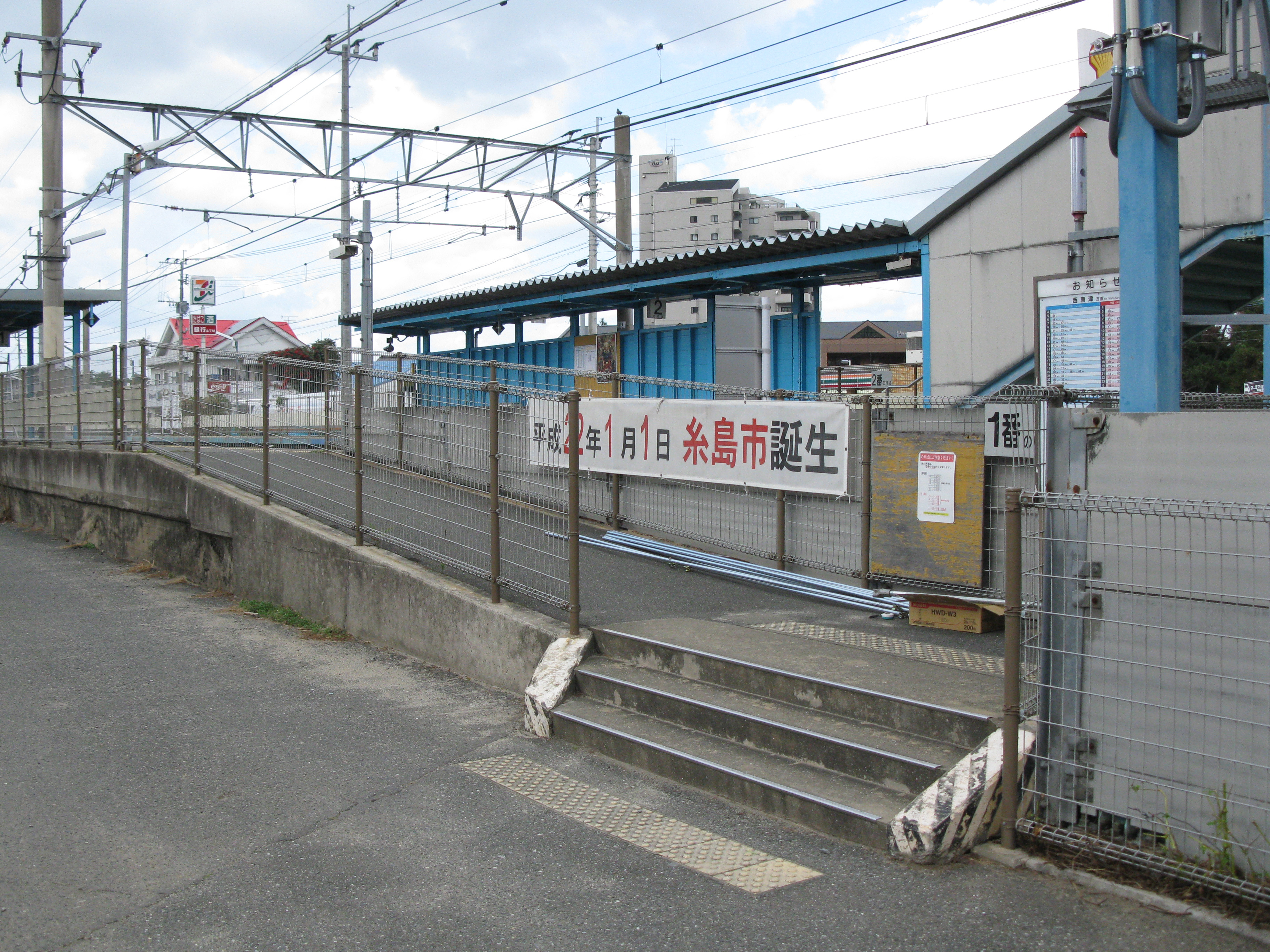
1番線に設けられた出入口（2009年11月）
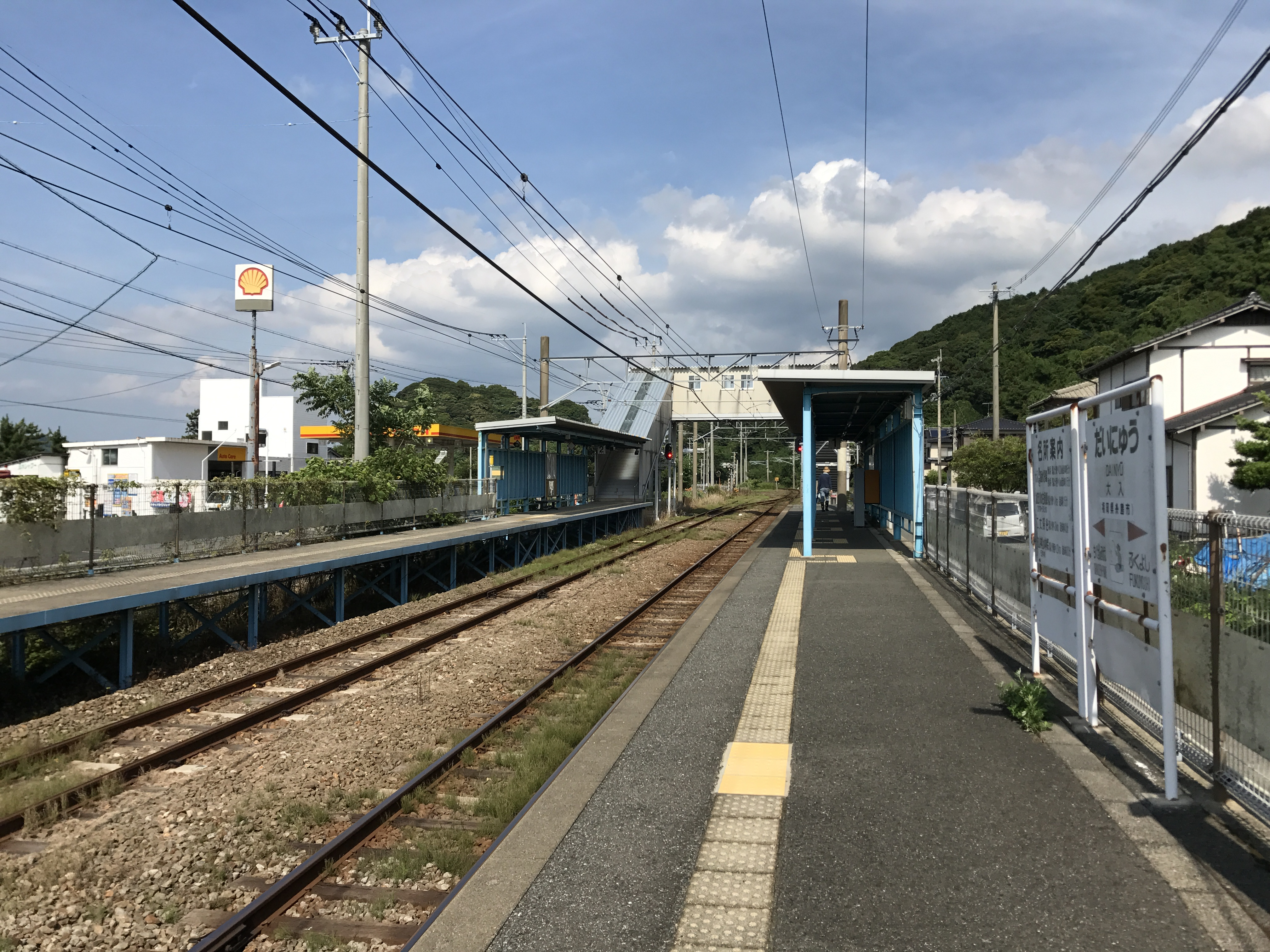
ホーム（2017年7月）

## 利用状況
糸島市統計白書によると、近年の1日平均乗車人員の推移は下記の通り。
| 年度   | 1日平均 乗車人員 |
| ------ | ---------------- |
| 2005年 | 162              |
| 2006年 | 157              |
| 2007年 | 145              |
| 2008年 | 146              |
| 2009年 | 141              |
| 2010年 | 143              |
| 2011年 | 143              |
| 2012年 | 140              |
| 2013年 | 140              |
| 2014年 | 125              |
| 2015年 | 132              |
| 2016年 | 121              |

## 駅周辺
- 国道202号
- 加茂川
- 配崎
- 大入海水浴場
- 大入漁港

## 隣の駅
九州旅客鉄道（JR九州）
 筑肥線
■快速
通過
■普通
筑前深江駅 (JK12) - 大入駅 (JK13) - 福吉駅 (JK14)